# Ennio Carota
Ennio Gaetano Carota (Turín, 17 de mayo de 1956) es un cocinero, presentador y empresario italiano, radicado en Chile.

## Biografía
Formó parte del canal Utilísima. Fue galardonado con una Estrella Michelin;[cita requerida] es empresario en el restaurante de comida italiana Pastamore.
Fue juez y presentador del programa de televisión gastronómico chileno MasterChef en su versión chilena, junto a Diana Bolocco, Sergi Arola, y Christopher Carpentier. Participó en sus primeras tres temporadas, en 2014, 2015 y 2017, además de Junior MasterChef Chile. Además, fue juez invitado durante la cuarta temporada de 2019. También se desempeña como jurado en MasterChef Latino, versión en español para Estados Unidos.
En 2015 presentó su propio programa de cocina llamado «El especialista» por Canal 13.
Contrajo matrimonio con Marisa, son padres de Edoardo, Rocco y Tiziano. Actualmente, reside en Santiago, Chile.

## Televisión
| Año       | Programa                          | Rol             | Canal/Plataforma |
| --------- | --------------------------------- | --------------- | ---------------- |
| 2014-2015 | MasterChef 1° Temporada           | Jurado          | Canal 13         |
| 2015-2016 | MasterChef 2° Temporada           | Jurado          | Canal 13         |
| 2016      | Junior MasterChef Chile           | Jurado          | Canal 13         |
| 2017      | MasterChef 3° Temporada           | Jurado          | Canal 13         |
| 2019      | MasterChef 4° Temporada           | Jurado invitado | Canal 13         |
| 2019      | MasterChef Latino                 | Jurado          | Telemundo        |
| 2019      | El discípulo del chef (temp. 1)   | Líder           | Chilevisión      |
| 2020      | Oye al chef                       | Chef guía       | Chilevisión      |
| 2021-2022 | El discípulo del chef (temp. 2-4) | Líder           | Chilevisión      |
| 2022      | Manos arriba, chef                | Chef guía       | Paramount+       |